# Muzeum Ziemi Nadnoteckiej
Muzeum Ziemi Nadnoteckiej im. Wiktora Stachowiaka – muzeum mieszczące się m.in. w zabytkowym budynku w centrum Trzcianki.
Muzeum gromadzi zbiory dotyczące historii:
- Trzcianki,
- Krzyża Wielkopolskiego,
- Wielenia i Wielenia Północnego,
- Czarnkowa,
- Piły,
- Ujścia,
- Kaczor,
- Białośliwia,
- Wyrzyska i Osieka nad Notecią.

## Historia
Muzeum założone zostało w 1924 roku, kiedy Trzcianka należała do Niemiec, z inicjatywy pastora Ryszarda Hesslera i profesora gimnazjum Carla Schulza i mieściło się w budynku obecnego Zespołu Szkół przy placu Sienkiewicza. Po II wojnie światowej kilka tysięcy zebranych eksponatów, obejmujących zarówno czasy prehistoryczne, średniowiecze, jak i czasy nowożytne, uległo rozproszeniu. Dzięki staraniom Wiktora Stachowiaka wiele z nich udało się ocalić i doprowadzić do reaktywowania muzeum 22 lipca 1958 roku. Wiktor Stachowiak został też pierwszym powojennym kustoszem muzeum, a po śmierci, w 1964 roku, stał się patronem placówki. W 1971 roku siedzibą muzeum stała się zabytkowa Burmistrzówka przy ul. Żeromskiego 36a; w 1999 roku muzeum uzyskało dodatkowy lokal po przeciwnej stronie ulicy, przy Żeromskiego 7.

## Ekspozycja
W muzeum znajduje się ponad 25 tysięcy eksponatów podzielonych na część archeologiczną (od 4400 r. p.n.e. do 700 r. n.e.), historyczną (od dokumentów Augusta II po czasy rozbiorów i pocztówki z pocz. XX wieku), etnograficzną (dawne narzędzia stolarskie, bednarskie), numizmatyczną (m.in. XIII-wieczne brakteaty), artystyczną i sztuki użytkowej (zarówno kilkusetletnie meble, jak i grafiki artystów współczesnych) i szkolnictwa (wyposażenie klas).